# К Лицинию Кальву
«К Лици́нию Ка́льву» — условное название двух стихотворений римского поэта Гая Валерия Катулла, включённых в состав посмертного сборника («Книги Катулла Веронского») под номерами 14 и 50. Автор в них обращается к другому поэту, своему другу Гаю Лицинию Кальву.
В стихотворении № 14 речь идёт о подарке, который Катулл получил от Кальва к Сатурналиям: это несколько книг плохих стихотворцев. «Что такого сказал я или сделал, // Что поэтов ты шлёшь меня прикончить?» — спрашивает автор. В шутку он грозит накупить подобных книг и сделать встречный подарок.
Стихотворение № 50 Катулл написал сразу после встречи с Кальвом. Друзья вдвоём писали стихи, используя разные размеры, и Катулл, «зажжённый остроумьем и тонкой речью» друга, не смог ночью уснуть.